# Elizabeth Shove
Elizabeth Shove és una sociòloga que ha escrit sobre teoria de pràctica social, consumi demanda d'energia. És la Directora del Centre en la Dinàmica d'Energia, Mobilitat i Demanda (DEMAND, per les seves sigles en anglès) a la Universitat de Lancaster. El Centre DEMAND és un dels sis centres de demanda d'ús d'energia.
Shove ha fet recerca sobre energia durant 25 anys, durant els quals ha guanyat premis de recerca de diverses organitzacions. És autora o coautora de 9 llibres, incloent Sustainable Practices (2013: Routledge), The Dynamics of Social Practice (2012: Sage), i Comfort, Cleanliness i Convenience (2003: Berg). A més, durant la seva carrera ha explorat la relació entre mètodes de disseny i teories sociològiques.
El 15 de setembre Shove va donar evidència a la Casa dels Lords a una Comissió del Disseny sobre disseny i comportament en l'entorn construït. Va ser convidada dins resposta a una submissió oficial a la investigació.
Shove és una col·laboradora regular a The Conversation i una col·laboradora del Fòrum Econòmic Mundial i The Guardian.

## Publicacions seleccionades
- Shove, E., Pantzar, M., Watson, M. (2012). The Dynamics of Social Practice, Sage: London.[10]
- Shove, E. (2010). Beyond the ABC: climate change policy and theories of social change. Environment and planning A 42 (6), 1273-1285.[11]
- Shove, E., Walker, G. (2007). CAUTION! Transitions ahead: politics, practice, and sustainable transition management. Environment and Planning 39 (4), 763-770.[12]
- Shove, E., Pantzar, M. (2005). Consumers, Producers and Practices Understanding the invention and reinvention of Nordic walking. Journal of consumer culture 5 (1), 43-64.[13]
- Cass, N., Shove, E. & Urry, J. Social exclusion, mobility and access (2005). The sociological review 53 (3), 539-555http://onlinelibrary.wiley.com/doi/10.1111/j.1467-954X.2005.00565.x/Abstract.[14]